# You Know My Name
«You Know My Name» (с англ. — «Ты знаешь мое имя») ― песня из фильма о Джеймсе Бонде Казино «Рояль», исполненная американским музыкантом Крисом Корнеллом, который написал и спродюсировал её совместно с Дэвидом Арнольдом, композитором саундтрека. Продюсеры фильма выбрали Корнелла, потому что им нужен был сильный певец мужского пола. 20 сентября 2006 года трек был представлен в интернете, а позже выпущен в качестве официального сингла 13 ноября 2006 года на лейбле Interscope Records. Он попал в чарты многих стран, в частности, достигнув 7-го места в UK singles chart. В 2006 году в Великобритании было продано 148 000 копий, а в 2017 году было продано 323 000 цифровых копий и собрано 3,5 миллиона трансляций в США. Отзывы о песне были положительными. Она получила премию Satellite Award и премию World Soundtrack Award, также была номинирована на премию Грэмми.

## Критика
Песня получила одобрение критиков, они сочли её подходящей для фильма. Рецензент фильма Джеймс Берардинелли посчитал, что песня звучит устрашающе, как что-то от Джона Барри. Обзор DVD Verdict похвалил песню, описав её как удивительно хорошо работающую в контексте фильма, лирически и по звучанию, а журнал Cinefantastique назвал её лучшей песней на тему Бонда за последние годы, которая отражает классическое звучание, также как «Goldfinger». Entertainment Weekly включил её в список номинантов на премию Оскар за лучшую оригинальную песню, описав её как музыкально обходительную, лирически зловещую рок-мелодию, которая идеально подходит для мрачной перезагрузки шпионской франшизы. Среди музыкальных критиков Billboard описал её как лучшую тему Бонда со времен «A View to a Kill», похвалив минимальную постановку, в своем обзоре журнал «Carry On» счел «You Know My Name» лучшим треком альбома, описав его как один из самых неординарных треков Корнелла.

## Трек-лист
1
1. «You Know My Name» 4:02
2. «Black Hole Sun» (Acoustic) 4:38

2
1. «You Know My Name» 4:02
2. «You Know My Name» (Pop Mix)
3. «You Know My Name» (Video)

## Чарты

### Еженедельные чарты
| Чарт(2006-07)            | Высшая позиция |
| ------------------------ | -------------- |
| Austrian Single Chart    | 28             |
| Danish Single Chart      | 2              |
| Dutch Single Chart       | 10             |
| Euro Digital Tracks      | 2              |
| European Hot 100 Singles | 16             |
| Finnish Single Chart     | 3              |
| French Single Chart      | 51             |
| German Single Chart      | 15             |
| Greek Singles Chart      | 9              |
| Irish Singles Chart      | 11             |
| Italian Single Chart     | 4              |
| Norwegian Single Chart   | 5              |
| Swedish Single Chart     | 21             |
| Swiss Single Chart       | 10             |
| UK Downloads Chart       | 4              |
| UK Singles Chart         | 7              |
| US Billboard Hot 100     | 79             |
| US Billboard Pop 100     | 64             |

### Ежегодные чарты
| Год  | Чарт                 | Позиция |
| ---- | -------------------- | ------- |
| 2007 | German Singles Chart | #87     |